# Escambray (periódico)
Escambray es un periódico editado en el centro de la isla de Cuba. En Sancti Spiritus radica la redacción general de dicho periódico en la cual se hace el diseño del mismo y donde escriben sus trabajos los periodistas tales como Luis Herrera, Pastor Guzmán, Israel Hernández etc. Dentro del Escambray pero como suplementos se encuentran también el llamado Arriero que es un periódico dedicado al ámbito del lomerio cubano y el Vitrales que es un periódico que trata sobre la cultura de la provincia en general. En dicho periódico se escribe acerca de muchos temas tales como la educación, la salud, el deporte, la defensa, el medio ambiente, las ilegalidades y muchas cosas más además de atender el acuse de recibo que no es más que cartas que mandan los lectores para que expliquen o se aborden temas o inquietudes particulares.
Su colectivo está compuesto por importantes periodistas que han recibido premios como el Juan Gualberto Gómez y se encuentra entre uno de los más prestigiosos del centro de la Isla. Los estudiantes espirituanos de la Licenciatura en Periodismo de la Universidad Central de Las Villas, Santa Clara, Cuba; lo han escogido por su calidad para realizar sus investigaciones y tesis de licenciatura e incluso los profesionales de la prensa han realizado análisis de contenido del material periodístico que publica por la calidad de este periódico, demostrada desde su fundación el 4 de enero de 1979. Tiene periodistas fundadores aún en activo. 